# 恶女列传之板凳皇后
《恶女列传之板凳皇后》（英語：Bad Girl Trilogy），1998年中国大陆剧情片，导演温耀庭，主演黄培汶、张智尧、林心如。

## 剧情
该片讲述电影临时演员“莉莉”的生活故事。

## 演出
| 演员   | 角色 | 备注 |
| 黄培汶 | 莉莉 |      |
| 张智尧 |      |      |
| 林心如 | 小雯 |      |

## 制作
该片是林心如出道初期的电影作品，她在该片里是配角。